# Альфредо Фоні
Альфредо Фоні (італ. Alfredo Foni, нар. 20 січня 1911, Удіне — пом. 28 січня 1985) — італійський футболіст, захисник. По завершенні ігрової кар'єри — футбольний тренер.
Як гравець насамперед відомий виступами за клуб «Ювентус», а також національну збірну Італії.
Чемпіон Італії. Дворазовий володар Кубка Італії. Дворазовий чемпіон Італії (як тренер). Володар Кубка ярмарків (як тренер). У складі збірної — олімпійський чемпіон. чемпіон світу.

## Клубна кар'єра
У дорослому футболі дебютував 1927 року виступами за команду клубу «Удінезе», в якій провів два сезони.
Згодом з 1929 по 1934 рік грав у складі команд клубів «Лаціо» та «Падова».
1934 року перейшов до клубу «Ювентус», за який відіграв 13 сезонів. Більшість часу, проведеного у складі «Ювентуса», був основним гравцем захисту команди. Завершив професійну кар'єру футболіста виступами за команду «Ювентус» у 1947 році

## Виступи за збірну
1936 року дебютував в офіційних матчах у складі національної збірної Італії. Протягом кар'єри у національній команді, яка тривала 7 років, провів у формі головної команди країни 23 матчі.
У складі збірної був учасником футбольного турніру на Олімпійських іграх 1936 року у Берліні, здобувши того року титул олімпійського чемпіона, а також чемпіонату світу 1938 року у Франції, на якому здобув титул чемпіона світу.

## Кар'єра тренера
Розпочав тренерську кар'єру відразу ж по завершенні кар'єри гравця, 1947 року, очоливши тренерський штаб клубу «Венеція».
Надалі очолював команди клубів «Сампдорія», «Інтернаціонале», «Рома», «Беллінцона» та «Мантова». Найбільших успіхів досяг, працюючи з міланським «Інтернаціонале», команду якого Фоні двічі приводив до перемоги у Серії A в сезонах 1952–53 та 1953–54.
Протягом 1954—1958 входив до тренерської ради, яка опікувалася підготовкою національної збірної Італії, а у 1964—1967 роках італійський спеціаліст очолював тренерський штаб національної збірної Швейцарії. Очолювані Фоні швейцарці успішно подолали кваліфікаційний турнир для участі у чемпіонату світу 1966 року в Англії, однак безпосередньо в рамках фінального турніру виступили невдало, програвши усі три матчі групового етапу із загальним рахунком 1:9.
Останнім місцем тренерської роботи був швейцарський клуб «Лугано», команду якого Альфредо Фоні очолював як головний тренер до 1977 року.
Помер 28 січня 1985 року на 75-му році життя.

## Статистика виступів

### Статистика виступів у кубку Мітропи
| №                      | Розіграш               | Стадія                 | Дата та місце проведення | Команда 1              | Рахунок                                            | Команда 2           | Голи та інші дії |
| ---------------------- | ---------------------- | ---------------------- | ------------------------ | ---------------------- | -------------------------------------------------- | ------------------- | ---------------- |
| 1                      | 1935                   | 1/8                    | 16.06.1935, Плзень       | Вікторія (Пльзень)     | 3:3 [Архівовано 15 жовтня 2020 у Wayback Machine.] | Ювентус             |                  |
| 2                      | 1935                   | 1/8                    | 23.06.1935, Турин        | Ювентус                | 5:1 [Архівовано 13 жовтня 2020 у Wayback Machine.] | Вікторія (Пльзень)  |                  |
| 3                      | 1935                   | 1/4                    | 30.06.1935, Будапешт     | Хунгарія (Будапешт)    | 1:3 [Архівовано 4 травня 2021 у Wayback Machine.]  | Ювентус             |                  |
| 4                      | 1935                   | 1/4                    | 6.07.1935, Турин         | Ювентус                | 1:1 [Архівовано 4 травня 2021 у Wayback Machine.]  | Хунгарія (Будапешт) |                  |
| 5                      | 1935                   | 1/2                    | 16.07.1935, Прага        | Спарта (Прага)         | 2:0 [Архівовано 4 травня 2021 у Wayback Machine.]  | Ювентус             |                  |
| 6                      | 1935                   | 1/2                    | 21.07.1935, Турин        | Ювентус                | 3:1 [Архівовано 4 травня 2021 у Wayback Machine.]  | Спарта (Прага)      |                  |
| 7                      | 1935                   | 1/2, перегр.           | 28.07.1935, Базель       | Спарта (Прага)         | 5:1 [Архівовано 13 жовтня 2020 у Wayback Machine.] | Ювентус             | 70' (пен.)       |
| 8                      | 1938                   | 1/8                    | 26.06.1938, Будапешт     | Хунгарія (Будапешт)    | 3:3 [Архівовано 27 лютого 2021 у Wayback Machine.] | Ювентус             |                  |
| 9                      | 1938                   | 1/8                    | 3.07.1938, Турин         | Ювентус                | 6:1 [Архівовано 14 квітня 2015 у Wayback Machine.] | Хунгарія (Будапешт) |                  |
| 10                     | 1938                   | 1/4                    | 10.07.1938, Турин        | Ювентус                | 4:2 [Архівовано 8 травня 2013 у Wayback Machine.]  | Кладно              |                  |
| 11                     | 1938                   | 1/4                    | 17.07.1938, Кладно       | Кладно                 | 1:2 [Архівовано 17 жовтня 2020 у Wayback Machine.] | Ювентус             |                  |
| 12                     | 1938                   | 1/2                    | 24.07.1938, Турин        | Ювентус                | 3:2 [Архівовано 12 травня 2021 у Wayback Machine.] | Ференцварош         |                  |
| 13                     | 1938                   | 1/2                    | 31.07.1938, Будапешт     | Ференцварош            | 2:0 [Архівовано 22 квітня 2021 у Wayback Machine.] | Ювентус             |                  |
| Всього у кубку Мітропи | Всього у кубку Мітропи | Всього у кубку Мітропи | Всього у кубку Мітропи   | Всього у кубку Мітропи | 13                                                 |                     | 1                |

## Титули і досягнення

### Як гравця
- Олімпійський чемпіон: 1936
- Чемпіон світу (1):

1938
- Чемпіон Італії (1):

«Ювентус»: 1934–35
- Володар Кубка Італії (2):

«Ювентус»: 1937–38, 1941–42

### Як тренера
- Чемпіон Італії (2):

«Інтернаціонале»: 1952–53, 1953–54
- Володар Кубка ярмарків (1):

«Рома»: 1960–61